# 1061
Високе Середньовіччя  •  Золота доба ісламу  •  Реконкіста  •  Київська Русь

## Геополітична ситуація
Візантію очолює Костянтин X Дука. Малолітній Генріх IV є королем Німеччини, а малолітній Філіп I — королем Франції.
Апеннінський півострів розділений між численними державами: північ належить Священній Римській імперії, середню частину займає Папська область, південна частина півострова належить частково Візантії, а частково окупована норманами. Південь Піренейського півострова займають численні емірати, що утворилися після розпаду Кордовського халіфату. Північну частину півострова займають християнські Кастилія, Леон (Астурія, Галісія), Наварра, Арагон та Барселона. Едвард Сповідник править Англією, Гаральд III Суворий є королем Норвегії, а Свейн II Данський — Данії.
У Київській Русі триває княжіння Ізяслава Ярославича. У Польщі княжить Болеслав II Сміливий. У Хорватії править Петар Крешимир IV. На чолі королівства Угорщина стоїть Бела I.
Аббасидський халіфат очолює аль-Каїм, в Єгипті владу утримують Фатіміди, у Магрибі почалося піднесення Альморавідів, у Середній Азії правлять Караханіди, Хорасан окупували сельджуки, а Газневіди втримують частину Індії. У Китаї продовжується правління династії Сун. Значними державами Індії є Пала, Чола. В Японії триває період Хей'ан.

## Події
- Перший напад половців на Русь.
- Ести знищили місто Юр'єв і здійснили напад на Псков.
- Нормани захопили місто Мессіна на Сицилії, вибивши звідти маврів.
- Князем Богемії став Вратислав II.
- 156-им папою римським обрано Олександра II. Обрання папи відбулося без санкції імперського двору в Німеччині, який призначив іншого кандидата — Гонорія II.
- Відбулося освячення Шпаєрського собору.